# Carlo Anti
Carlo Anti (* 24. April 1889 in Villafranca di Verona; † 9. Juni 1961 in Padua) war einer der bedeutendsten italienischen Klassischen Archäologen der ersten Hälfte des 20. Jahrhunderts. Er verstrickte sich als Wissenschaftspolitiker in den italienischen Faschismus.

## Leben
Carlo Anti schloss 1911 sein Studium mit der Laurea an der Universität Bologna ab, wo Gherardo Ghirardini sein Lehrer war. Danach wechselte er an die Universität Rom, wo er seine Studien bei Emanuel Loewy und Adolfo Venturi fortsetzte. In der Zeit in Rom heiratete er Clelia Vinciguerra und wurde Inspektor des Museo Nazionale Preistorico Etnografico „Luigi Pigorini“. 1914 weilte er in Griechenland, wo er mit Luigi Pernier, Biagio Pace, Wilhelm Dörpfeld und Panagiotis Kavvadias in Kontakt kam. Während seiner Ausbildung wurde er insbesondere von der deutschen, philologisch orientierten Klassischen Archäologie geprägt, vor allem durch die Münchener Schule, die vor allem von Heinrich Brunn und Adolf Furtwängler repräsentiert wurde. Die Meisterforschung wurde sein bevorzugtes Forschungsgebiet. Emanuel Loewy lenkte seinen Blick auf die Hintergründe der Entstehung der Kunstwerke. Der Erste Weltkrieg unterbrach seine Karriere; er diente bis 1922 als Offizier in der italienischen Armee. 1921 luden Amedeo Maiuri und Roberto Paribeni Anti zu Grabungen nach Kleinasien ein, die eine dauerhafte italienische Präsenz in der Region einleiten sollten. 1922 wurde er auf die Professur für Klassische Archäologie an der Universität Padua berufen. Im selben Jahr kuratierte er im Rahmen der 13. Biennale von Venedig eine Ausstellung mit 33 afrikanischen Objekten aus den Sammlungen des Museo Nazionale Preistorico Etnografico „Luigi Pigorini“ und des Ethnologischen Museums von Florenz. Von 1925 bis 1937 assistierte er Luigi Pernier bei dessen Ausgrabungen im Apollon-Heiligtum von Kyrene: Pernier leitete die Ausgrabungen und Anti war für die Fundaufnahme zuständig. 1930 leitete Anti die Ausgrabungen in der ägyptischen Wüste bei Umm el Breighat, dem antiken Tebtynis.
Zwischen 1932 und 1943 war Anti Rektor der Universität Padua, die er als Vertreter des italienischen Faschismus führte. Seinen Status als faschistischen Intellektuellen untermauert die Schilderung Antis in Norberto Bobbios Autobiografie. Er war unter anderem für die Erweiterungsarbeiten am Rektoratsgebäude verantwortlich, für die neben anderen Künstlern auch der Architekt Gio Ponti verantwortlich zeichnete. Nach der Rassegesetzgebung 1938 setzte er sie rigoros an der Universität durch und entfernte jüdische Lehrer aus dem Lehrkörper. Andererseits beauftragte er zur selben Zeit den jüdischen Künstler Massimo Campigli mit der Ausgestaltung der Fakultät für Literatur der Universität mit Fresken. Den bekennenden Antifaschisten und Latinisten Concetto Marchesi berief er auf eine Lehrposition. Anti regte auch sportliche Aktivitäten der jungen Studenten an. Der Bestand des archäologischen Museums von Padua wurde durch Antis Einfluss stark vermehrt. 
Seit den 1940er Jahren widmete er sich zunehmend seinen Studien zum griechischen Theater. Während der Repubblica Sociale Italiana (September 1943 bis April 1945) war er Generaldirektor der Antichità e Belle Arti (Nachfolger als Rektor der Universität wurde Concetto Marchesi). In dieser Position widersetzte Anti sich dem Abtransport von Kunstwerken durch Wehrmachttruppen im besetzten Italien. 1945 verlor er aufgrund seiner Verstrickungen in das faschistische Regime seine Stellungen, 1947 wurde er wieder in den Lehrkörper der Universität aufgenommen. Er setzte vor allem seine Forschungen zum antiken Theater fort und wurde dabei von seinem Schüler Luigi Polacco unterstützt. 1959 ging er in den Ruhestand.
Seine ersten Arbeiten verfasste Anti zur Problematik der Interpretation antiker griechischer Statuen, insbesondere der Werke Polyklets und dessen künstlerischer Entwicklung. In seiner Arbeit Monumenti policleti stellte er 1920 verschiedene Werke Polyklets in Verbindung und konnte trotz der zu dem Zeitpunkt schon überholten Meisterforschung bedeutende Erkenntnisse für die Forschung zu dem Künstler gewinnen. Anti verband viele Einflüsse in seiner Arbeit, so die Wiener Schule der Archäologie mit der deutschen philologischen Methode, den Idealismus der Schule Benedetto Croces, die Wiedereinführung antiquarischer Methoden, die Neubewertung der römischen Kunst und die Wiederentdeckung der etruskischen Kunst. Zum Hauptwerk wurde Teatri greci arcaici da Minosse a Pericle, sein Buch zum antiken Theater, in dem er dem Forschungsgegenstand einige neue Erkenntnisse brachte. Das 1947 erschienene Buch wurde 1949 von der Accademia Nazionale dei Lincei mit dem großen Preis ausgezeichnet, was eine Kontroverse um den Umgang mit in den Faschismus verstrickten Forschern auslöste. 
Postum erschien eine weitere mit Polacco verfasste Monografie zum griechischen Theater (siehe unten).

## Veröffentlichungen (Auswahl)
Eine vollständige Bibliographie der Schriften Carlo Antis bietet sein Schüler Luigi Polacco: Commemorazione del membro emerito prof. Carlo Anti. In: Atti dell’Istituto Veneto di Scienze, Lettere ed Arti. Band 120, 1961–1962, S. 61–65.
- Il Regio Museo Archeologico nel Palazzo Reale di Venezia. Libreria dello Stato, Rom 1930.
- L’Archeologia. Padua 1930.
- Policleto (= L’Arte per tutti. Band 127). Bergamo 1931
- Teatri greci arcaici (da Minosse a Pericle). Padua 1947.
- Guida per il visitatore del Teatro antico di Siracusa. Florenz 1948.
- L’Orestea come la rappresentava Eschilo. Padua 1948.
- Igea ed Esculapio in un rilievo del Museo Maffeiano. Verona 1955.
- Gherardo Ghirardini nel centenario della nascita. Padua 1958.
- mit Luigi Polacco: Nuove ricerche sui teatri greci arcaici. Padua 1969.